# Katsura-no-miya
Voir aussi Prince Katsura, le second fils du prince Mikasa.
La maison Katsura-no-miya (桂宮家) est une des quatre shinnōke (branches) de la famille impériale japonaise qui étaient autorisées à fournir un successeur au trône du chrysanthème si la lignée principale n'avait plus d'héritier. Elle fut fondée par le prince Hachijō Toshihito, petit-fils de l'empereur Ōgimachi et frère de l'empereur Go-Yōzei. C'est la seconde plus ancienne shinnōke, après la maison Fushimi-no-miya.
La maison Katsura-no-miya s'est déjà éteinte à plusieurs reprises et a connu à plusieurs reprises un changement de nom. 
Le prince Yashihito de Mikasa, fils du prince Takahito Mikasa, reçoit le titre de Katsura-no-miya en 1988. La famille Katsura-no-miya est cependant liée à son sceau (お印, o-shirushi), Katsura (cercidiphyllum).
Sauf indications contraires, tous les princes listés ci-dessous sont les fils des prédécesseurs.
|    | Nom                                                        | Année de naissance | Année de succession | Décès | notes                                                                       |
| -- | ---------------------------------------------------------- | ------------------ | ------------------- | ----- | --------------------------------------------------------------------------- |
| 1  | Hachijō-no-miya Hachijō Toshihito shinnō (八条宮 智仁親王) | 1579               | 1589                | 1629  | petit-fils de l'empereur Ōgimachi, frère de l'empereur Go-Yōzei             |
| 2  | Hachijō-no-miya Toshitada shinnō (八条宮 智忠親王)         | 1620               | 1629                | 1662  | marié à la petite-fille de Maeda Toshiie                                    |
| 3  | Hachijō-no-miya Yasuhito shinnō (八条宮 穏仁親王)          | 1643               | 1662                | 1665  | fils de l'empereur Go-Mizunoo, premier cousin au premier degré de Toshitada |
| 4  | Hachijō-no-miya Osahito shinnō (八条宮 長仁親王)           | 1655               | 1665                | 1675  | fils de l'empereur Go-Sai, frère de Yasuhito                                |
| 5  | Hachijō-no-miya Naohito shinnō (八条宮 尚仁親王)           | 1671               | 1675                | 1689  | frère d'Osahito                                                             |
| 6  | Tokiwai-no-miya Saku-no-miya (常磐井宮 作宮)               | 1689               | 1689                | 1692  | fils de l'empereur Reigen, cousin de Naohito                                |
| 7  | Kyōgoku-no-miya Ayahito shinnō (京極宮 文仁親王)           | 1680               | 1697                | 1711  | frère de Saku-no-miya, fils adoptif de Arisugawa-no-miya Yukihito           |
| 8  | Kyōgoku-no-miya Yakahito shinnō (京極宮 家仁親王)          | 1704               | 1709                | 1768  |                                                                             |
| 9  | Kyōgoku-no-miya Kinhito shinnō (京極宮 公仁親王)           | 1733               | 1768                | 1770  |                                                                             |
| 10 | Katsura -no-miya Takehito shinnō (桂宮 盛仁親王)           | 1810               | 1810                | 1811  | fils de l'empereur Kōkaku, second cousin au second degré de Kinhito         |
| 11 | Katsura -no-miya Misahito shinnō (桂宮 節仁親王)           | 1833               | 1836                | 1836  | fils de l'empereur Ninkō, neveu de Takehito                                 |
| 12 | Katsura -no-miya Sumiko naishinnō (桂宮 淑子内親王)        | 1829               | 1863                | 1881  | fille de l'empereur Ninkō, belle-mère de la princesse Kazu                  |

## Source de la traduction
- (en) Cet article est partiellement ou en totalité issu de l’article de Wikipédia en anglais intitulé « Katsura-no-miya » (voir la liste des auteurs).